# NGC 5022
NGC 5022 is een balkspiraalstelsel in het sterrenbeeld Maagd. Het hemelobject werd in 1882 ontdekt door de Duitse astronoom Ernst Wilhelm Leberecht Tempel.

## Synoniemen
- NGC 5022
- MCG -3-34-21
- ESO 576-14
- FGC 1581
- PGC 45952
- IRAS13108-1917
- PGC 45953